# Otto von Qualen
Otto von Qualen (den yngre) (13. april 1566 – 2. december 1620) var holstensk landråd.
Han var ældste søn af feltmarskal Josias von Qualen (d. 1586) på godset Koselau og var født 13. april 1566. Han kom tidlig til hertug Adolfs hof på Gottorp Slot, opdroges sammen med hertugens sønner Frederik og Philip og fulgte disse på deres udenlandsrejse.
1595 gjorde enkehertuginde Christine ham til amtmand på sit enkesæde i Kiel og Bordesholm, og 1596 ledsagede han hertug Johan Adolf ved hans tilstedeværelse ved Christian IV's kroning. 1603 blev han hertugens råd, 1604 hans amtmand i Tremsbüttel og 1606 i Aabenraa; tillige blev han 1609 valgt til provst for det adelige stift i Preetz. Men året efter faldt han i unåde hos Johan Adolf og vendte sig derpå til Christian IV, hvis råd han blev 1611; 1616 fik han Flensborg Amt.
Kongens gunst imod ham viste sig også ved flere sendelser, således 1612 og 1617 til kejseren og 1614 til de brunsvigske hertuger. 1587 havde han ægtet Dorothea Rantzau, datter af Henrik Rantzau til Schmool og Hedvig Blome. Sit fædrenegods Koselau solgte han, men købte til gengæld 1618 Klein-Nordsee og Bossee. Som sine fleste standsfæller havde han talrige processer og tabte flere af disse for Landretten i Haderslev 1618. Han døde 2. december 1620; hans enke overlevede ham kun til året efter.